# Tristellateia cocculifolia
Tristellateia cocculifolia är en tvåhjärtbladig växtart som beskrevs av Adrien Henri Laurent de Jussieu. Tristellateia cocculifolia ingår i släktet Tristellateia och familjen Malpighiaceae. Inga underarter finns listade i Catalogue of Life.